# Lee Sang-su
Lee Sang-su (Seúl, Corea del Sur; 13 de agosto de 1990) es un jugador profesional de tenis de mesa surcoreano, ganador del Abierto de Alemania en la categoría de dobles masculino, junto a su compañero el también surcoreano Jung Young-sik, en el año 2017.
En el Campeonato Mundial por equipos de Tenis de Mesa 2018 ganó la medalla de bronce por equipos, tras China y Alemania.